# Maximiliano Flotta
Maximiliano Rubén Flotta (Buenos Aires, Argentina; 28 de diciembre de 1978) es un exfutbolista argentino nacionalizado colombiano. Jugaba como mediocampista pero también se desempeñaba como defensor, como marcador central. Actualmente está retirado.

## Clubes
| Club                | País      | Año       |
| ------------------- | --------- | --------- |
| Arsenal de Sarandí  | Argentina | 1998-2000 |
| Tigre               | Argentina | 2000-2002 |
| Los Andes           | Argentina | 2002-2003 |
| Vélez Sársfield     | Argentina | 2003-2004 |
| Unión Magdalena     | Colombia  | 2004      |
| Alavés              | España    | 2005      |
| Deportes Tolima     | Colombia  | 2005      |
| Almagro             | Argentina | 2006      |
| Atlético Huila      | Colombia  | 2006      |
| Unión Magdalena     | Colombia  | 2007      |
| Santa Fe            | Colombia  | 2008-2010 |
| Patronato de Paraná | Argentina | 2010-2011 |
| Nueva Chicago       | Argentina | 2011-2012 |
| Fortaleza           | Colombia  | 2012-2013 |

## Palmarés
| Título                    | Club          | País      | Año       |
| ------------------------- | ------------- | --------- | --------- |
| Copa Colombia             | Santa Fe      | Colombia  | 2009      |
| B Metropolitana (Ascenso) | Nueva Chicago | Argentina | 2011-2012 |